# Matteo Galvan
Matteo Galvan (ur. 24 sierpnia 1988 w Vicenzy) – włoski sprinter, złoty medalista Halowych Mistrzostw Europy w Lekkoatletyce w Turynie w 2009 w sztafecie 4 x 400 metrów.

## Osiągnięcia
- brązowy medal Mistrzostw Świata Juniorów Młodszych (Bieg na 200 m, Marrakesz 2005)
- 6. miejsce na Halowych Mistrzostwach Europy (Bieg na 400 m, Turyn 2009)
- złoto Halowych Mistrzostwach Europy (Sztafeta 4 × 400 m, Turyn 2009)
- srebro Igrzysk śródziemnomorskich (bieg na 200 m, Pescara 2009)
- srebrny medal młodzieżowych mistrzostw Europy (sztafeta 4 × 400 m, Kowno 2009)
- dwa złote medale igrzysk śródziemnomorskich (bieg na 400 metrów & sztafeta 4 × 400 metrów, Mersin 2013)
- 6. miejsce na Mistrzostwach Europy (sztafeta 4 × 400 m, Berlin 2018)
- reprezentant kraju na drużynowych mistrzostwach Europy
- złoty medalista mistrzostw Włoch

## Rekordy życiowe
- Bieg na 100 metrów – 10,38 (2011) / 10,37w (2015)
- Bieg na 200 metrów – 20,50 (2013)
- Bieg na 300 metrów – 32,01 (2014)
- Bieg na 400 metrów – 45,12 (2016) rekord Włoch
- Bieg na 400 metrów (hala) – 46,26 (2009)